# Влоцлавский повет
Влоцлавский повет (пол. Powiat włocławski) — повет (район) в Польше, входит как административная единица в Куявско-Поморское воеводство. Центр повета — город Влоцлавек (в состав повета не входит). Занимает площадь 1472,34 км². Население — 86 758 человек (на 31 декабря 2015 года).
Неподалёку Влоцлавека в селе Миканово на одной из двух точек соединения газопровода Ямал — Европа с польской газотранспортной системой в 2019 году была установлена газовая сушильная установка, так как молекулы воды представляют большую опасность для системы передачи и даже больше для распределительных трубопроводов.

## Административное деление
- города: Коваль, Бжесць-Куявски, Ходеч, Избица-Куявска, Любень-Куявски, Любранец
- городские гмины: Коваль
- городско-сельские гмины: Гмина Бжесць-Куявски, Гмина Ходеч, Гмина Избица-Куявска, Гмина Любень-Куявски, Гмина Любранец
- сельские гмины: Гмина Барухово, Гмина Бонево, Гмина Хоцень, Гмина Фабянки, Гмина Коваль, Гмина Любане, Гмина Влоцлавек

## Демография
Население повета дано на 31 декабря 2015 года.
| Перепись            | Всего  | Мужчины | Женщины |
| ------------------- | ------ | ------- | ------- |
| Всего               | 86 758 | 42 962  | 43 796  |
| Городское население | 17344  | 8330    | 9014    |
| Сельское население  | 69 414 | 34 632  | 34 782  |

## Палеогенетика
В деревне Бодзя (Польша) была обнаружена богатая могила воина (погребение E864/I), похороненного около 1010—1020 годов нашей эры вместе с тремя молодыми женщинами. При анализе ДНК у него определили Y-хромосомную гаплогруппу I1-M253 (субклад I1-S2077) и митохондриальную гаплогруппу H1c. Аутосомно — Polish-like на 60,5 %. Все находящиеся там артефакты свидетельствуют о тесной связи с правящей элитой Киевской Руси, поэтому этот человек, вероятно, умерший от боевых ран, был в близких отношениях с великим князем киевским Святополком Окаянным. Этот мужчина (образец VK157) не был простым воином из княжеской свиты, но сам принадлежал к княжескому роду. Его захоронение — самое богатое на всём кладбище. В его могиле лежал меч типа Z (по Петерсену), украшенный в стиле Маммен, на бронзовом наконечнике пояса обнаружена тамга — двузубец князя Святополка Ярополчича Окаянного с крестовидной фигурой на правом зубце и волютообразной фигурой ниже треугольной ножки. Стронциевый анализ его зубной эмали показывает, что он не был местным жителем. Для района Бодзи установлен диапазон локальных значений 87Sr/86Sr от 0,7120 до 0,7135, в который попадает мужчина D165. Значения 87Sr/86Sr остальных 10 человек — в диапазоне от 0,709 до 0,711. Эти значения находятся в пределах диапазона, обсуждаемого для южной Скандинавии или Киевской области Украины или, также, частей северной Польши. Предполагается, что он прибыл в Польшу со Святополком и погиб в бою. Это соответствует событиям 1018 года, когда сам Святополк исчез после отступления из Киева в Польшу. Не исключено, что этот человек — сам Святополк. Анализ геральдических особенностей знака показал, что изготовление поясной гарнитуры следует относить ко времени туровского княжения Святополка — к 1008—1013 годам. Не исключено, что погребённый в могиле E-864/I молодой воин был мечником Святополка. У образца VK156 определили Y-хромосомную гаплогруппу R1a1a1b1a2a-Z92 и митохондриальную гаплогруппу J1c2c2a, у образца VK153 — Y-хромосомную гаплогруппу R1a1a-M198 и митохондриальную гаплогруппу H1c3, у образца VK155 — митохондриальную гаплогруппу H1c, у образца VK154 — митохондриальную гаплогруппу H1c3.